# Copa de Alemania 1952-53
La Copa de Alemania 1952-53 fue la décima edición del torneo de copa anual de Alemania Federal y la primera edición de la copa tras finalizar la Segunda Guerra Mundial. Participaron 32 equipos en el torneo que empezó el 17 de agosto de 1952 y que terminó el 11 de mayo de 1953.
El Rot-Weiss Essen venció al Alemannia Aachen en la final jugada en el Rheinstadion para ser el primer campeón de copa de Alemania Federal, además de que el partido de desempate entre el Hamborn 07 y FC St Pauli fue el primer partido de fútbol en Alemania transmitido en vivo por televisión.

## Primera Ronda
| 17-8-1952            |       |                           |       |
| VfB Stuttgart        | 0 – 3 | Kickers Offenbach         |       |
| Rot-Weiss Essen      | 5 – 0 | SSV Jahn Regensburg       |       |
| SV Waldhof Mannheim  | 2 – 1 | Eintracht Braunschweig    |       |
| Eintracht Osnabrück  | 1 – 2 | Preußen Dellbrück         |       |
| 1. FC Saarbrücken    | 1 – 2 | FC St. Pauli              |       |
| Borussia Neunkirchen | 2 – 1 | FC Schalke 04             |       |
| SpVgg Fürth          | 6 – 1 | VfR Kaiserslautern        |       |
| Wacker 04 Berlin     | 2 – 6 | 1. FC Nürnberg            |       |
| Concordia Hamburg    | 4 – 3 | Borussia Dortmund         |       |
| Hamburger SV         | 6 – 1 | Victoria Hamburg          |       |
| Blau-Weiß 90 Berlin  | 0 – 1 | Eintracht Trier           |       |
| VfB Mühlburg         | 5 – 3 | Preußen Münster           | (AET) |
| Alemannia Aachen     | 5 – 2 | SC Essen West             |       |
| SSV Reutlingen       | 4 – 5 | VfR Wormatia Worms        | (AET) |
| Hamborn 07           | 4 – 1 | SC Göttingen 05           | (AET) |
| VfL Osnabrück        | 2 – 2 | SV Phönix 03 Ludwigshafen | (AET) |

### Replay
| 5-10-1952                 |       |               |
| SV Phönix 03 Ludwigshafen | 0 – 2 | VfL Osnabrück |

## Segunda Ronda
| 11-11-1952          |       |                      |       |
| SV Waldhof Mannheim | 5 – 2 | SpVgg Fürth          |       |
| Concordia Hamburg   | 4 – 3 | VfB Mühlburg         |       |
| Preußen Dellbrück   | 2 – 3 | Kickers Offenbach    | (AET) |
| VfR Wormatia Worms  | 4 – 1 | Eintracht Trier      |       |
| 1. FC Nürnberg      | 3 – 3 | Alemannia Aachen     |       |
| Hamburger SV        | 2 – 0 | Borussia Neunkirchen |       |
| Hamborn 07          | 1 – 1 | FC St. Pauli         | (AET) |
| Rot-Weiss Essen     | 2 – 0 | VfL Osnbrück         |       |

### Replay
| Alemannia Aachen | 2 – 0 | 1. FC Nürnberg |
| FC St. Pauli     | 3 – 4 | Hamborn 07     |

## Cuartos de final
| 1-2-1953            |       |                    |
| Rot-Weiss Essen     | 6 – 1 | Hamburger SV       |
| Kickers Offenbach   | 1 – 2 | VfR Wormatia Worms |
| SV Waldhof Mannheim | 2 – 1 | Concordia Hamburg  |
| Alemannia Aachen    | 3 – 1 | Hamborn 07         |

## Semifinales
| 1-3-1953         |       |                     |
| Rot-Weiss Essen  | 3 – 2 | SV Waldhof Mannheim |
| Alemannia Aachen | 3 – 1 | VfR Wormatia Worms  |

## Final
| 1 de mayo de 1953 | Rot-Weiss Essen         | 2–1     | Alemannia Aachen | Rheinstadion, Düsseldorf                              |                                                       |
|                   | Islacker 32' · Rahn 52' | Reporte | Derwall 56'      | Asistencia: 37 000 espectadores Árbitro(s): Reinhardt | Asistencia: 37 000 espectadores Árbitro(s): Reinhardt |

| Rot-Weiss Essen | Alemannia Aachen |

| ARQ          |  | Fritz Herkenrath  |
| DEF          |  | Willi Göbel       |
| DEF          |  | Willi Köchling    |
| MED          |  | Paul Jahnel       |
| MED          |  | Heinz Wewers      |
| MED          |  | Clemens Wientjes  |
| DEL          |  | Helmut Rahn       |
| DEL          |  | Franz Islacker    |
| DEL          |  | August Gottschalk |
| DEL          |  | Fritz Abromeit    |
| DEL          |  | Bernhard Termath  |
| Entrenador:  |  |                   |
| Karl Hohmann |  |                   |

| ARQ               |  | Wilfired Heinrichs |
| DEF               |  | Herbert Metzen     |
| DEF               |  | Hans Coenen        |
| MED               |  | Michael Pfeiffer   |
| MED               |  | Fred Jansen        |
| MED               |  | Gerd Richter       |
| DEL               |  | Robert Hartmann    |
| DEL               |  | Rainer Gawell      |
| DEL               |  | Günther Schmidt    |
| DEL               |  | Jupp Derwall       |
| DEL               |  | Josef Schmidt      |
| Entrenador:       |  |                    |
| Hermann Lindemann |  |                    |